# Kardapu
Kardapu är ett berg i Kina. Det ligger i den autonoma regionen Tibet, i den sydvästra delen av landet. Toppen på Kardapu är 7 283 meter över havet.
Trakten runt Kardapu är nära nog obefolkad, med mindre än två invånare per kvadratkilometer. Det finns inga samhällen i närheten. Trakten runt Kardapu är permanent täckt av is och snö.